# Kulceratops
Kulceratops ist eine kaum bekannte Gattung von Vogelbeckensauriern (Ornithopoda) aus der Gruppe der Ceratopsia.
Von diesem Dinosaurier ist bislang nur ein Bruchstück des Oberkiefers bekannt. Der Fund lässt zwar eine Zugehörigkeit zu den Ceratopsia erahnen, für eine genauere Einordnung ist er aber zu spärlich. Kulceratops gilt daher als nomen dubium.
Das Fossil dieses Dinosauriers wurde in der Khodzhakul'-Formation in Usbekistan gefunden und 1995 erstbeschrieben. Der Gattungsname leitet sich vom usbekischen kul (=„See“, eine Anspielung auf den Fundort) und dem griechischen keratops (=„Horngesicht“), einem häufigen Namensbestandteil der Ceratopsia, ab. Typusart ist K. kulensis. Die Funde werden in die Unterkreide (frühes Albium) auf ein Alter von etwa 113 bis 110 Millionen Jahre datiert.